# فني الطوارئ الطبية
فني الطوارئ الطبية أو فني الإسعاف أو تقني طبي لحالات الطوارئ مصطلحاتٌ تستخدم في بعض البلدان للإشارة إلى مقدم الرعاية الصحية للخدمات الطبية الطارئة. فنّيوا الطوارئ الطبية أطباءٌ مدربون على الاستجابة بسرعة للحالات الطارئة المتعلقة بالمشاكل الطبية والإصابات الرضية والحوادث.
مع ذلك، ليس كل أفراد سيارات الإسعاف فنّيوا طوارئ طبية، يستخدم المصطلح أحيانًا بشكل غير رسمي للإشارة إلى أفراد سيارات الإسعاف بشكل عام. في البلدان الناطقة باللغة الإنجليزية، هناك تمييز رسمي بين فنّيي الطوارئ الطبية والمسعفين، إذ يجب على المسعفين أن يمتلكوا متطلبات تعليمية إضافية ومؤهلات ونطاق ممارسة.
يعمل فنّيوا الطوارئ الطبية في أغلب الأحيان في سيارات الإسعاف، ولكن لا ينبغي الخلط بينهم و«سائقي سيارات الإسعاف» أو «مقيمي سيارات الإسعاف»، أي طاقم سيارات الإسعاف غير المدربين سابقًا على الرعاية الطبية الطارئة أو القيادة. غالبًا ما يعمل فنّيوا الطوارئ الطبية في خدمات الإسعاف الخاصة والحكومات والمستشفيات وأقسام مكافحة الحرائق. يقدم فنّيوا الطوارئ الطبية الرعاية الطبية بموجب مجموعة من البروتوكولات التي يكتبها الطبيب عادةً.
بعض فنّيوا الطوارئ الطبية موظفين بأجر، في حين أن البعض الآخر (خاصة أولئك الذين يعيشون في المناطق الريفية) متطوعون.

## كندا
هناك درجة كبيرة من الاختلاف في ممارسة المسعف بين المقاطعات الكندية. على الرغم من تحديد الإجماع الوطني (عن طريق ملف تعريف الكفاءة المهنية الوطنية) بعض المعرفة والمهارات والقدرات على أنها أكثر مرادفًا لمستوى معين من ممارسة المسعف، فإنّ كل مقاطعة تحتفظ بالسلطة النهائية في تشريع الإدارة الفعلية وتقديم الخدمات الطبية الطارئة داخل حدودها. لهذا السبب، تعَد أي مناقشة حول ممارسة المسعف في كندا واسعة وعامة. لا يمكن الإجابة على الأطر والأسئلة التنظيمية المحددة المتعلقة بممارسة المسعف بشكل نهائي إلا من خلال استشارة تشريعات المقاطعة المعنيّة بذلك، رغم أنه غالبًا ما يمكن لجمعيات المسعفين الإقليمية تقديم نظرة عامة أبسط عن هذا الموضوع عندما يقتصر على أساس كل مقاطعة على حدة.
في كندا، مستويات ممارسة المسعف على النحو المحدد في ملف تعريف الكفاءة المهنية الوطنية هي: المستجيب الطبي في حالات الطوارئ (إي إم آر)، مسعف الرعاية الأولية، مسعف الرعاية المتقدمة، ومسعف الرعاية الحرجة.
تختلف الأطر التنظيمية من مقاطعة إلى أخرى، وتشمل التنظيم الحكومي المباشر (مثل طريقة أونتاريو في اعتماد الممارسين لديها بعنوان إيه إي إم سي إيه، أو مساعد الرعاية الطبية الطارئة المتقدمة) وهيئات التنظيم الذاتي المهنية، مثل كلية ألبرتا للمسعفين. في ألبرتا مثلًا، يمكن فقط لشخص مسجل في كلية ألبرتا للمسعفين أن يطلق على نفسه لقب مسعف؛ أي أن اللقب محمي قانونيًا. انتقلت جميع المقاطعات تقريبًا إلى اعتماد الألقاب الجديدة، أو على الأقل اعترفت بوثيقة إن آو سي بّي بمثابة وثيقة مرجعية للسماح بحركة أعمال الممارسين بين المقاطعات، بغض النظر عن كيفية تنظيم الألقاب على وجه التحديد داخل أنظمة المقاطعات الخاصة بها. بهذه الطريقة، يمكن مناقشة عدد لا يحصى من الألقاب والأوصاف المهنية المربكة على الأقل من خلال استخدام لغة مشتركة للمقارنة.

### المستجيب الطبي في حالات الطوارئ
يُعرف معظم مقدمو الخدمات الإسعافية على أنهم «مسعفون» من قبل عامة الناس. ومع ذلك، في كثير من الحالات، فإن المستوى الأكثر انتشارًا للرعاية الطارئة قبل دخول المستشفى هو ما يقدمه المستجيب الطبي في حالات الطوارئ (إي إم آر). يُعترف بمستوى الممارسة هذا بموجب ملف الكفاءة المهنية الوطنية، وعلى عكس المستويات الثلاثة المتتالية للممارسة، لا يمكن تجاهل العدد الكبير من إي إم آر في جميع أنحاء كندا ودورهم الكبير في سلسلة نجاة المصابين، رغم أنه مستوى الممارسة الأقل شمولية (من الناحية السريرية)، ولا يتماشى بشكل عام مع أي أعمال طبية تتجاوز الإسعافات الأولية المتقدمة والعلاج بالأكسجين وإعطاء الأسبرين وحقن الإيبينفرين العضلي والغلوكاغون وجلوكوز الفم وإعطاء ناركان عن طريق الأنف باستثناء الرجفان الخارجي الآلي (الذي ما يزال يعتبر قانونًا طبيًا منظمًا في معظم المقاطعات في كندا).

### مسعف الرعاية الأولية
مسعف الرعاية الأولية (بّي سي بّي) هو المستوى الأولي لممارسة المسعف في المقاطعات الكندية. يشمل نطاق الممارسة إجراء إزالة الرجفان الخارجية شبه الأوتوماتيكية، وتفسير تخطيط كهربية القلب على 4 مسارات، وإعطاء الأدوية المخففة للأعراض لمجموعة متنوعة من الحالات الطبية الطارئة (بما في ذلك الأكسجين والإيبينيفرين والدكستروز والجلوكاجون والسالبوتامول والأسبرين والنيتروجلسرين)، وإجراء تثبيت مرضى الصدمات (بما في ذلك تثبيت الرقبة)، وغيرها من إجراءات الرعاية الطبية الأساسية. يمكن أن يتلقى مسعفو الرعاية الأولية أيضًا تدريبًا إضافيًا من أجل أداء مهارات معينة تقع عادةً في نطاق ممارسة مسعفي الرعاية المتقدمة. يُنظّم ذلك على مستوى المقاطعة (من خلال القانون) ومحليًا (من قبل المدير الطبي)، ويتضمن عادة جانبًا من الإشراف الطبي من قبل هيئة أو مجموعة معينة من الأطباء. يُشار إلى هذا غالبًا باسم الإشراف الطبي، أو الدور الذي يؤديه مستشفى أساسي. على سبيل المثال، في مقاطعات أونتاريو وكيبيك ونيوفاوندلاند ولابرادور، تسمح العديد من الخدمات الطبية الإسعافية لمسعفي الرعاية الأولية بإجراء تفسير لتخطيط القلب ذي 12 مسرى، أو البدء في العلاج عن طريق الوريد لتقديم بعض الأدوية الإضافية.

### مسعف الرعاية المتقدمة
مسعف الرعاية المتقدمة (إيه سي بّي) هو مستوى الممارسين الذي يزداد الطلب عليه من قبل العديد من الخدمات في جميع أنحاء كندا. ومع ذلك، تستخدم كيبيك فقط هذا المستوى من الممارسة بطريقة محدودة جدًا كجزء من برنامج تجريبي في مونتريال. يحمل إيه سي بّي عادةً حوالي 20 دواء مختلفًا، على الرغم من أن عدد الأدوية ونوعها قد يختلفان بشكل كبير من منطقة إلى أخرى. يقوم مسعفو الرعاية المتقدمة بتدبير متقدّم لمجرى الهواء بما في ذلك التنبيب وخزع المجاري الهوائية والعلاج عن طريق الوريد ووضع خطوط الوريد الوداجي الخارجي وإجراء بَضع الصدر بالإبرة، وإجراء تخطيط كهربية القلب ذي 12 مسرى وقراءته وإجراء تقويم لنظم القلب المتزامن والكيميائي ووضع ناظم خطا للقلب عبر الجلد وإجراء تقييمات توليدية وتخفيف الآلام بشكل دوائي لحالات مختلفة. تبنّت العديد من المواقع في كندا البدء بالعلاج الحال للفيبرين قبل دخول المستشفى والتنبيب السريع المتتالي، وسمحت البحوث الطبية قبل دخول المستشفى بعدد كبير من الاختلافات في نطاق الممارسة لمسعفي الرعاية المتقدمة. تتضمن البرامج الحالية تزويد مسعفي الرعاية المتقدمة بالوصول المباشر التقديري على مدار 24 ساعة إلى مختبرات بّي سي آي وتجاوز قسم الطوارئ، تمثل هذه البرامج تغييرًا جوهريًا في كل من الطريقة التي يُعالج بها المرضى الذين يعانون من احتشاء عضلة القلب بارتفاع القطعة إس تي (ستيمي)، وتؤثر أيضًا بشكل كبير على معدلات البقاء على قيد الحياة، بالإضافة إلى تجاوز مستشفيات قريبة بهدف نقل مريض السكتة الدماغية إلى مركز متخصص لذلك.

## المملكة المتحدة
مصطلح «فني الطوارئ الطبية» موجود منذ سنوات عديدة في المملكة المتحدة، ولكن ليس له نطاق واحد محدد. يمكن أن يُعرفون أيضًا باسم «إي إم تي» أو «فني إسعاف» أو ببساطة «فني». معظم فنيي الطوارئ الطبية حاصلون على شهادة فني إسعاف من معهد تطوير الرعاية الصحية (آي إتش سي دي، أٌلغي الآن) ويعملون في شركات الإسعاف الخاصة أو في قسم الإسعاف للخدمة الصحية الوطنية.
اعتبارًا من عام 2016، استُبدلت شهادة فني الإسعاف من آي إتش سي دي بدبلومة إف إيه كيو من المستوى 4 لممارسي الإسعاف المساعدين. وفر ذلك نطاقًا محددًا من الممارسات المتفق عليها وطنيًا من قبل أمانة خدمة الإسعاف. ومع ذلك، يمكن أن يبقى دورهم محددًا حسب صاحب العمل بـ«فني الطوارئ الطبية».
يمكنهم العمل بشكل مستقل، واتخاذ قرارات سريرية بشكل ذاتي ضمن حدود تدريبهم وصلاحياتهم. يمكنهم أن يعملوا أيضًا مرشدين طبيين إلى جانب مساعد رعاية الطوارئ أو مساعدين لمسعف.
نظرًا إلى أن الدور ليس له نطاق واحد محدد، يمكن أن تشمل المهارات التي يمتلكونها ما يلي:
- إعطاء الأدوية المدرجة حسب جدول المبيع العام والأدوية الصيدلانية والأدوية ذات الوصفة الطبية بموجب أحكام لوائح الأدوية البشرية لعام 2012.
- إعطاء الأدوية عن طريق تحديد طرق الحقن أو عبر الجهاز الهضمي؛ عادة عن طريق الفم أو العضل أو الاستنشاق أو البخاخات أو تحت اللسان.
- دعم الحياة المتوسط، بما في ذلك إزالة الرجفان اليدوي ووضع مجرى الهواء ما فوق لسان المزمار.
- القدرة على إخراج المرضى إلى مسارات الرعاية المختلفة.
- فتح مجرى وريدي. [بحاجة لمصدر]

لا يستخدم مصطلح «فني طب الطوارئ» أو إي إم تي بشكل شائع من قبل عامة الناس في المملكة المتحدة. بدلاً من ذلك، من الشائع أن يُشار إلى جميع أفراد الإسعاف باسم «مسعف»، على الرغم من أن لقب المسعف محمي بموجب التسجيل في مجلس المهن الصحية والرعاية.